# فرانکو کاربونی
فرانکو کاربونی (زاده ۴ آوریل ۲۰۰۳) بازیکن فوتبال اهل آرژانتین است که به صورت قرضی برای باشگاه ونتزیا بازی می‌کند.

## سبک بازی
او در ابتدا فوتبالش در پست مهاجم بازی می‌کرد. اما بعد از حضور در کاتانیا بیشتر به عنوان دفاع چب ویا هافبک چپ به میدان مسابقه رفت.

## عملکرد باشگاهی
او پس از درخشش در تیم‌های جوانان لانوس و کاتانیا در ژانویه ۲۰۲۰ قراردادی را با تیم جوانان اینتر میلان امضا کرد.

## عملکرد ملی
او واجد شرایط برای بازی در تیم‌های ملی تیم ملی فوتبال ایتالیا و تیم ملی فوتبال آرژانتین است.
وی در سال ۲۰۲۲ برای بازی در تیم ملی فوتبال آرژانتین دعوت شد.